# Тихово (гміна)
Гміна Тихово (пол. Gmina Tychowo) — місько-сільська гміна у північно-західній Польщі. Належить до Білоґардського повіту Західнопоморського воєводства.
Станом на 31 грудня 2011 у гміні проживало 7022 особи.

## Територія
Згідно з даними за 2007 рік площа гміни становила 350.69 км², у тому числі:
- орні землі: 37.00%
- ліси: 56.00%

Таким чином, площа гміни становить 41.48% площі повіту.

## Населення
Станом на 31 грудня 2011:
| Опис     | Загалом | Загалом | Чоловіки | Чоловіки | Жінки | Жінки |
| -------- | ------- | ------- | -------- | -------- | ----- | ----- |
| одиниця  | осіб    | %       | осіб     | %        | осіб  | %     |
| все      | 7022    | 100     | 3553     | 50.60    | 3469  | 49.40 |
| міське   | 2491    | 100     | 1226     | 49.22    | 1265  | 50.78 |
| сільське | 4531    | 100     | 2327     | 51.36    | 2204  | 48.64 |

## Сусідні гміни
Гміна Тихово межує з такими гмінами: Барвіце, Білоґард, Боболіце, Ґжмьонца, Полчин-Здруй, Свешино.